# Getijdenboek van Simon de Varie
Het Getijdenboek van Simon de Varie is een Latijns getijdenboek dat omstreeks het midden van de 15e eeuw in Frankrijk gemaakt werd voor Simon de Varie die in de administratie van financiën werkte voor Karel VII en diens opvolger Lodewijk XI. Het handschrift werd verlucht door drie miniaturisten waaronder Jean Fouquet. Het getijdenboek werd in de 17e eeuw in drie delen gesplitst, waarvan er twee terecht kwamen in de Koninklijke Bibliotheek (Ms. 74 G 37 en Ms. 74 G 37a) in Den Haag. Het derde deel kwam jaren later in het bezit van het J. Paul Getty Museum (Ms. 7). De Haagse volumes waren allebei ingebonden in een lederen boekband met de wapens van Filips van Béthune, het Getty volume niet, maar het is door de inhoud, de stijl, het formaat en de lay-out duidelijk te herkennen als het ontbrekende derde deel.

## Beschrijving
Het originele handschrift was geschreven op perkament. Het bevatte minstens 282 folia van 115/117 bij 85/88 mm. De bladspiegel meet 56/57 op 35/36 mm. De tekst is geschreven in een bastarda in één kolom met 15 lijnen per blad.
De tekst is conform aan het gebruik van Parijs. De kalender bevat een aantal typisch in Parijs vereerde heiligen zoals Genoveva, Maturinus en Avia (Saincte Avoye). Maar ook heiligen uit andere steden, waar de familie De Varie belangrijke interesses of eigendommen had zoals Tours, Bourges en Rouen, kwamen voor in de litanie.
Het originele handschrift bevatte 6 bladgrote miniaturen, 45 halfbladminiaturen, 5 grote gehistorieerde initialen en 24 kleinere kalenderminiaturen. Het zou gemaakt zijn in Parijs of in Tours.

## Geschiedenis

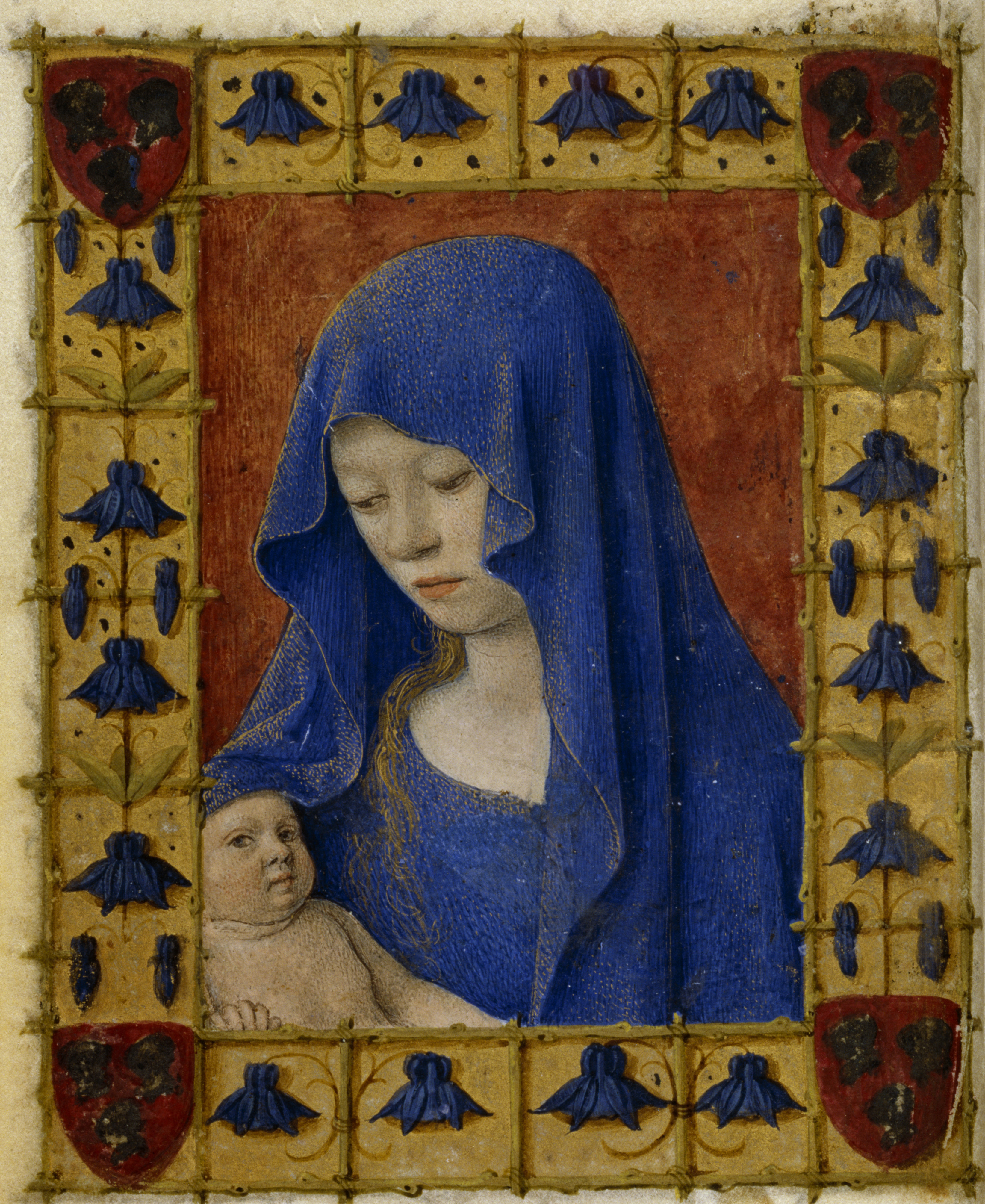
Madonna met Kind van Jean Fouquet in KB, 74 G 37a, f1v

In de 17e eeuw was het handschrift in het bezit van Filips van Béthune (1561-1649). Zoals hij met verschillende manuscripten uit zijn bibliotheek deed, liet hij ook dit getijdenboek in drie delen splitsen. Hij liet de wapens van de familie De Varie overschilderen door die van het huis Bourbon-Condé en beweerde dat Karel III van Bourbon de opdrachtgever van het werk was.
Het eerste Haagse handschrift kwam daarna in het bezit van Samuel van Huls (1655-1734), burgemeester van Den Haag (1701-1702). Bij de verkoop van diens collectie tussen 4 september en 13 november 1730, werd dit deel van het getijdenboek verworven door graaf Johan Hendrik van Wassenaer Obdam. Daarna werd het gekocht door Willem IV (1711-1751) en geërfd door Willem V. Koning Willem I schonk het aan de Koninklijke Bibliotheek in 1816.
Het tweede Haagse handschrift kwam uit de collectie van Filips van Béthune terecht bij Ambroise Firmin-Didot. Bij de verkoop van diens collectie in 1882 kwam het terecht in het antiquariaat Joseph Baer & Co in Frankfurt am Main en werd daar in 1890 door de bibliotheek gekocht.
Het derde handschrift, nu in het Getty, dook op bij H.M. Fletcher in Londen en werd in 1979 verkocht aan het echtpaar Gerald Borrmannin Lafayette, Californië. Het J. Paul Getty Museum kocht het handschrift in 1985. Het was door de bestudering van dit handschrift dat François Avril de opdrachtgever kon bepalen.

## Datering
Het handschrift is tweemaal gedateerd op 1455 op de folia 85r en 87r van het Haagse Ms. 74 G 37a. Maar ook op basis van de miniaturisten die aan het handschrift werkten en de stijl van de miniaturen kan het handschrift omstreeks het midden van de 15e eeuw gesitueerd worden.

## Opdrachtgever

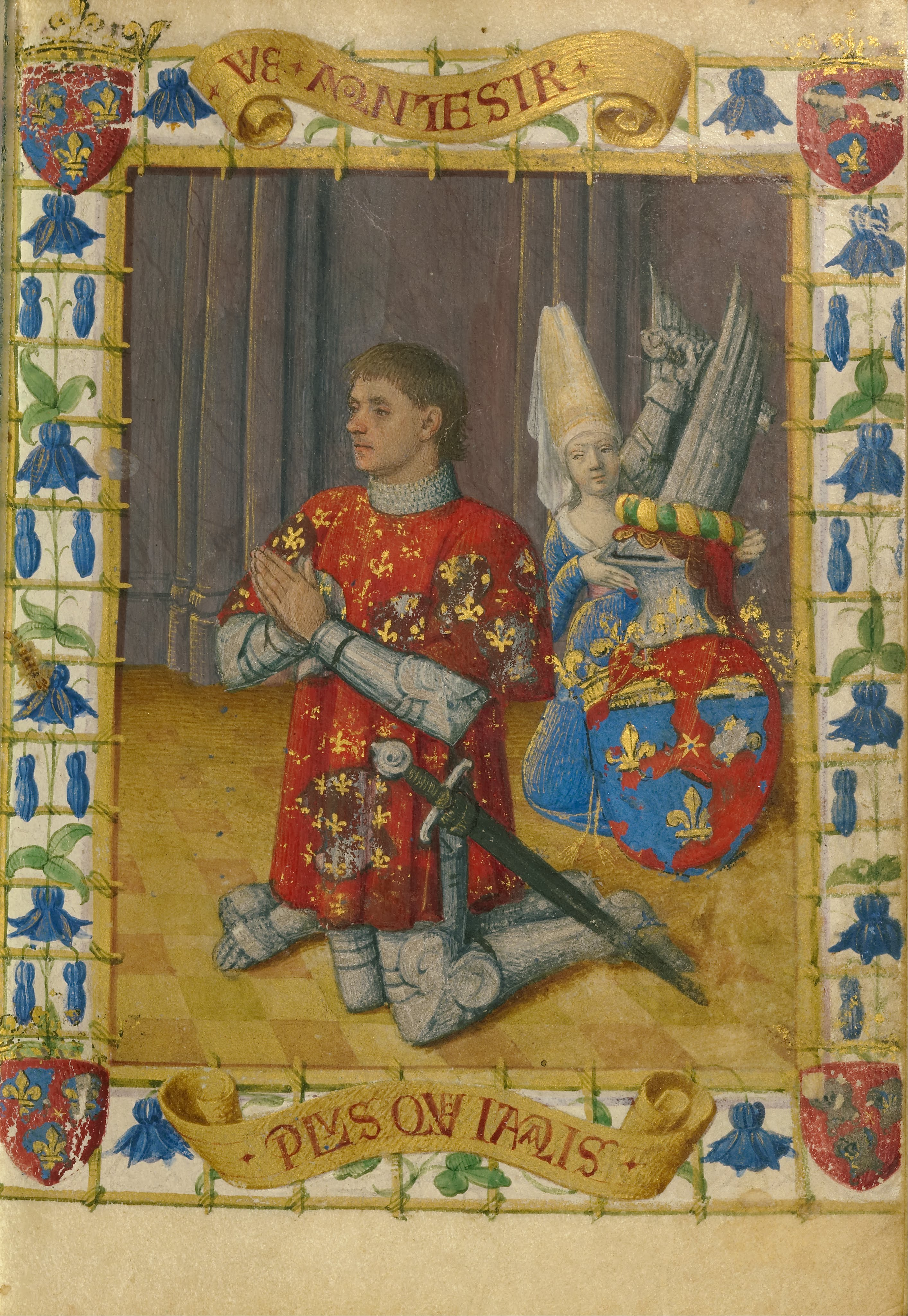
Jean Fouquet, Portret van de opdrachtgever Simon de Varie.

Filips van Béthune had getracht als opdrachtgever Karel van Bourbon te laten veronderstellen onder meer door een notitie op een van de schutbladen van Ms. 74 G 37 en door het overschilderen van nagenoeg alle wapenschilden met de wapens van Bourbon-Condé. Maar in de drie delen vond men regelmatig de initialen T en R terug, verbonden door een liefdesknoop, in de marges en in versierde initialen. Daarnaast kwamen ook de deviezen van de opdrachtgever PLUS QUE JAMAIS en VIE A MON DESIR in de handschriften terug. Ook de wapens van de opdrachtgever, drie zilveren helmen op een rood schild met een ster in het midden, werden hier en daar in de volumes teruggevonden onder meer in 74 G 37, f25r, onderaan in de margeversiering en in het Getty-exemplaar op f74r. Ook op de frontispiceminiaturen van de hand van Fouquet staan de originele wapenschilden. François Avril vond deze wapens terug op het gewelf van de kapel van het Hôtel Jaques Coeur in Bourges en kon ze identificeren als de wapens van Guillaume de Varie. De aanwezigheid van de gouden ster in het wapenschild in de handschriften wijst op gebruik van het wapen door een jongere broer van Guillaume, namelijk Simon de Varie. De identificatie wordt gestaafd door het feit dat het devies VIE A MON DESIR eigenlijk een anagram is van SIMON DE VARIE.
Guillaume en Simon de Varie waren de zoons van Renaud de Varie, een rijke handelaar in stoffen in Bourges. Van Simon zelf weten we relatief weinig, maar zijn carrière zou zich vooral afgespeeld hebben in de schaduw van die van zijn oudere broer. Renaud had veel geld geleend aan Karel VII in de tijd dat men die spottend de koning van Bourges noemde omdat hij maar een miniem deel van Frankrijk onder controle had. Karel VII zou het geleende geld pas terugbetalen tussen 1449 en 1451, maar de relaties met de koning hadden de faam en de sociale opgang van de familie wel goed gediend. In 1440 kon Guillaume in het huwelijk treden met Charlotte de Bar, dochter van Jean de Bar, heer van Baugy die een briljante carrière maakte aan het hof. Guillaume raakte goed bevriend en geassocieerd met Jaques Coeur en in de jaren 1448 tot 1451 nam hij geleidelijk de beheersfunctie van Coeur in het beheer van de schatkist en de koninklijke stallen op zich. Het is dankzij de associatie en het partnerschap met Jaques Coeur dat de De Varies rijkdom vergaarden. In 1448 werden Guillaume de Varie, zijn broers en hun afstammelingen in de adel verheven. De relaties met het koningshuis en de steile opgang van de familie De Varie maakten een crisis door als Jaques Coeur veroordeeld werd voor fraude. De Varie probeert te redden wat er te redden viel uit de goederen die hij met Coeur in hun gemeenschappelijke ondernemingen bezat. In 1457, na de dood van Coeur, krijgen diens kinderen en Guillaume restitutie van een aantal goederen die door de koning in beslag waren genomen. Alles bij elkaar had deze geschiedenis weinig invloed op de activiteiten van De Varie en met de komst van Lodewijk XI in 1461 werd Guillaume heel snel een van de vertrouwelingen van de nieuwe monarch.
Over Simon weten we, zoals hoger gezegd, veel minder. Vanaf 1449 is hij ook in koninklijke dienst als garde contrôleur de l’Écurie du roi. Hij was ook betrokken bij de zaken van Jacques Coeur en werd in 1451 samen met hem gearresteerd en opgesloten, maar in oktober van dat jaar was hij al vrij gelaten en aangesteld als commis à l’argenterie du roi voor de Languedoc, functie die eerder werd waargenomen door zijn broer. Tussen 1454 en 1461 is er weinig over hem terug te vinden in aktes en documenten, maar in 1461 kwam hij, met de komst van Lodewijk XI, terug in de gunst van de koning. In 1462 en 1463 tekende hij documenten als contrôleur général des finances en Languedoc. Vanaf 24 april 1463 verdwijnt hij uit de rekeningen en op 22 december van dat jaar wordt een zekere Jacques de Canlers in zijn vroegere functie benoemd. Waarschijnlijk is hij in dat jaar, nog vrij jong, overleden. Voor deze hypothese pleit het feit dat we niets weten over een huwelijk of kinderen.
Simon maakte deel uit van de groep van hoge functionarissen van de koning waartoe ook andere beschermheren van Jean Fouquet behoorden zoals Étienne Chevalier, Guillaume Jouvenel des Ursins en Laurent Girard. De opdrachtgever werd afgebeeld in 74 G 37a op folium 1 recto en in Ms 7 op folium 2 recto. De afbeelding in Ms 7 van de hand van Fouquet zou een vrij realistisch portret zijn. Wat de betekenis van de initialen T en R is blijft tot op heden een raadsel.

## Inhoud
De tabel hierna geeft een overzicht van de inhoud en een samenvatting van waar de huidige folia in de heringebonden werken in het origineel geplaatst waren. Voor een gedetailleerde opgave zie Marrow.
| Inhoud .                                  | Folia huidig                        | Folia origineel           |
| ----------------------------------------- | ----------------------------------- | ------------------------- |
| Frontispice miniaturen van Fouquet        | G1-2, Ha1                           | Originele plaats onbekend |
| Kalender                                  | Ha 88 - 99                          | 1-12                      |
| Uittreksels uit de vier evangeliën        | G 3-13                              | 13-23                     |
| Obsecro te                                | H 12 - 17                           | 24-29                     |
| O intemerata                              | H 17 - 22                           | 29-34                     |
| Kleine Officie van Onze Lieve Vrouw       | H 25 - 72; G14-43                   | 37-115                    |
| Boetepsalmen en Litanie van alle Heiligen | G 45-71                             | 117-143                   |
| Kleine getijden van het Heilig Kruis      | Ha 20-28                            | 144-152                   |
| Kleine getijden van de Heilige Geest      | Ha 29-36                            | 153-160                   |
| Dodenofficie                              | Ha 37 - 80; G 86-96                 | 161-215                   |
| Suffragia (gebeden tot de heiligen)       | Ha 2-9; H 73-88; Ha 10-19; Ha 81-83 | 217-253                   |
| Diverse Latijnse en Franse gebeden        | H 1-6; G 72-85; H 7-11; Ha 84-87    | 254-282                   |

## Verluchting

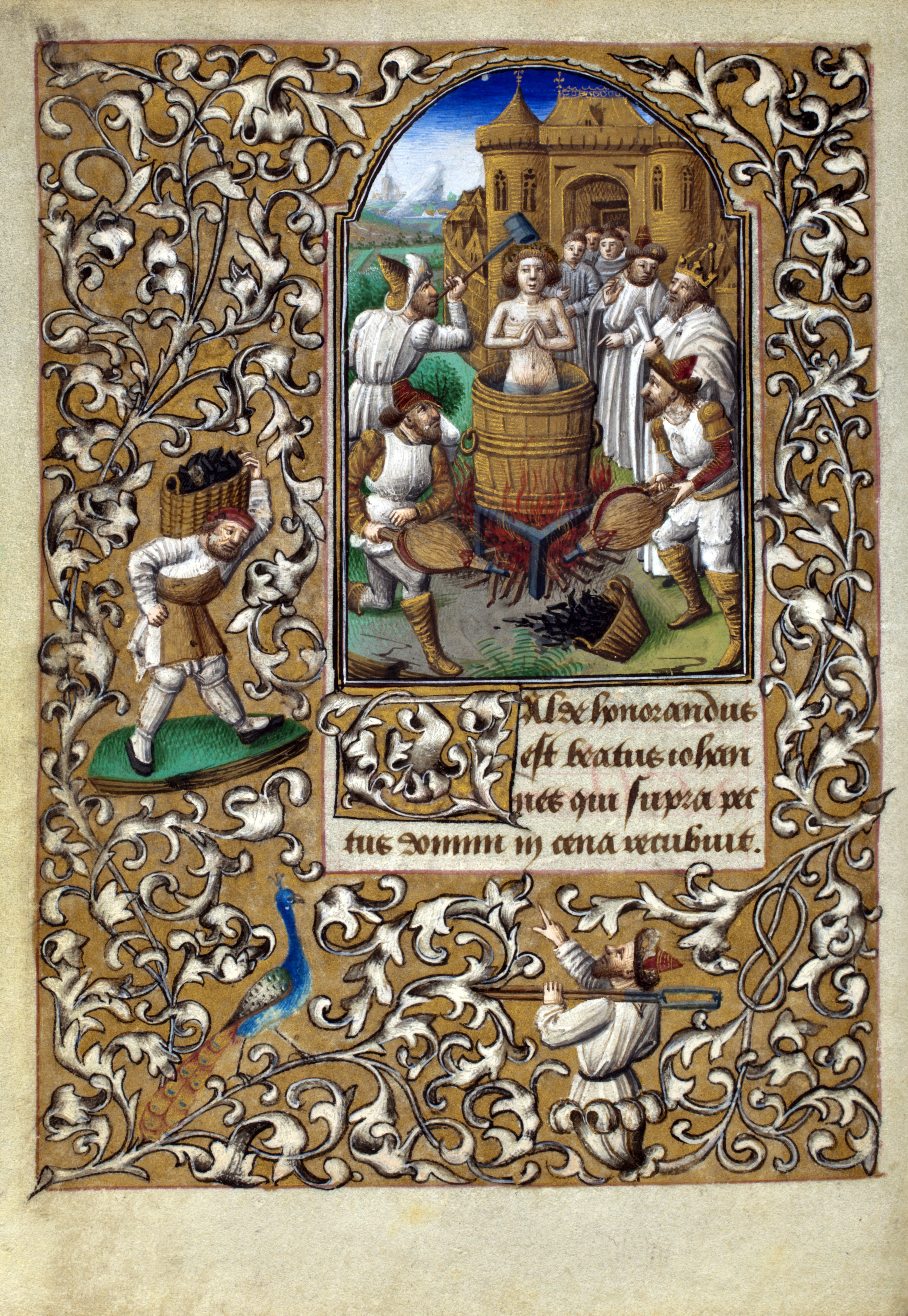
Getijden van Simon de Varie, Ms.74 G 37a, f5v

Het Getty manuscript (Ms 7) bevat 4 volbladminiaturen van Fouquet, 9 grote miniaturen en 5 gehistorieerde initialen van 6 regels hoog (f72r, f74r, f76v, f79v, f85v). Het Haagse Ms. 74 G 37 bevat 17 grote miniaturen (55 x 32 mm) en Ms. 74 G 37a telt 2 volbladminiaturen (116 x 85 mm en 90 x 70 mm), 19 grote miniaturen (55 x 32 mm) en 24 medaillons in de kalender. De grote gehistorieerde initialen komen blijkbaar alleen voor in de diverse gebeden, nu in het Getty-handschrift. In de Haagse handschriften komen geen grote gehistorieerde initialen voor.
De grote miniaturen zijn een halve pagina hoog en worden gevolgd door 3 of 4 regels tekst die begint met een versierde of bewoonde initiaal van drie regels hoog. Ze zijn geschilderd in een gouden kader, bovenaan afgesloten met een boog die aansluit bij het paginakader. De miniaturen worden rondom omgeven door een florale of acanthus margeversiering, opgesmukt met bloemen en fruit. In de ondermarge en de breedste zijmarge worden scènes met mensen, dieren, fantasiewezens, musicerende engelen en dergelijke afgebeeld. In de miniatuur van Sint-Maarten (Ms.74 G 37 f80r) zijn in de marge vier beelden uit het leven van de heilige afgebeeld.
De brede marges aan de buitenzijde van de tekstbladzijden zijn ook dikwijls versierd in dezelfde stijl en bevolkt met vogels en insecten. Soms zijn beide tegenover elkaar liggende marges versierd soms een enkele en vaak werden beide marges blanco gelaten. De tekst zelf is uitbundig versierd met initialen van twee of een regel hoog. Hier en daar zijn lijnvullers gebruikt.
Afgezien van de volbladminiaturen van Fouquet lijkt de verluchting vrij homogeen met in de margeversiering gebladerte in een melkachtig wit, afgeboord met rose en lichtblauw. Datzelfde discrete kleurenpalet werd ook gebruikt in de miniaturen. Zeer veel figuren zijn in het wit gekleed en de andere gebruikte kleuren zijn hetzelfde roze en lichtblauw gebruikt in de marge of purper en lila uit de menging van beide basiskleuren. Het resultaat oogt zeer harmonieus In de miniaturen kan men twee handen ontdekken. De belangrijkste miniaturen in het handschrift werden toevertrouwd aan de meester of het atelier dat we hand-A noemen. Zijn miniaturen hebben een zachte, afgeronde lijnvoering en een bleek palet. De composities zijn erg gevuld en zonder open ruimte. Deze meester heeft een voorkeur voor ronde vormen in bomen struiken, hoofden, soms zelfs de neuzen. De tweede groep van miniaturisten die we hand-B noemen tekent veel meer lineair en hoekig. Ze gebruiken een levendiger en helderder palet en ze beheersen veel beter de ruimtelijke compositie. Op basis van vergelijking met andere handschriften identificeert James Marrow hand-A met de “Meester-associé van de Bedford-meester”, ook bekend als de Dunois-meester en hand-B met de “Meester van Jean Rolin”.
Naast de miniaturen van deze twee meesters bevatte het originele handschrift nog zes miniaturen van de hand van Jean Fouquet. Die werden waarschijnlijk aan het handschrift toegevoegd als een soort frontispice, toen het handschrift al volledig afgewerkt was.

## Weblinks
- Getijdenboek van Simon de Varie, de handschriften doorbladeren op de website van de KB
- Book of Hours (`Hours of Simon de Varie'; use of Paris). KB, Medieval Illuminated Manuscripts. Raadplegen van de miniaturen (met uitleg) van Ms. 74 G 37a.
- Hours of Simon de Varie
- Book of hours of Simon de Varie met een aantal afbeeldingen van miniaturen.

#### KB 74 G 37

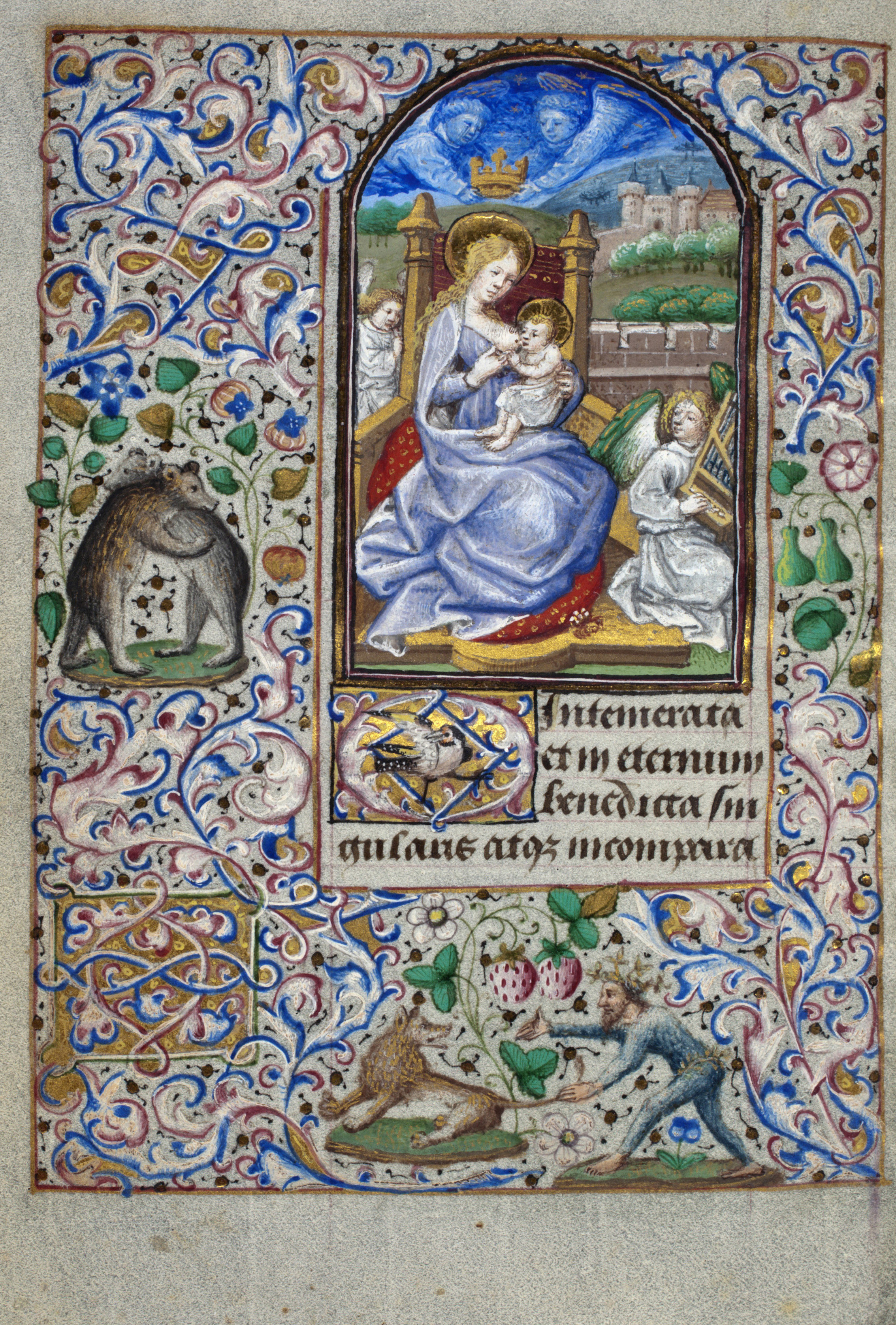
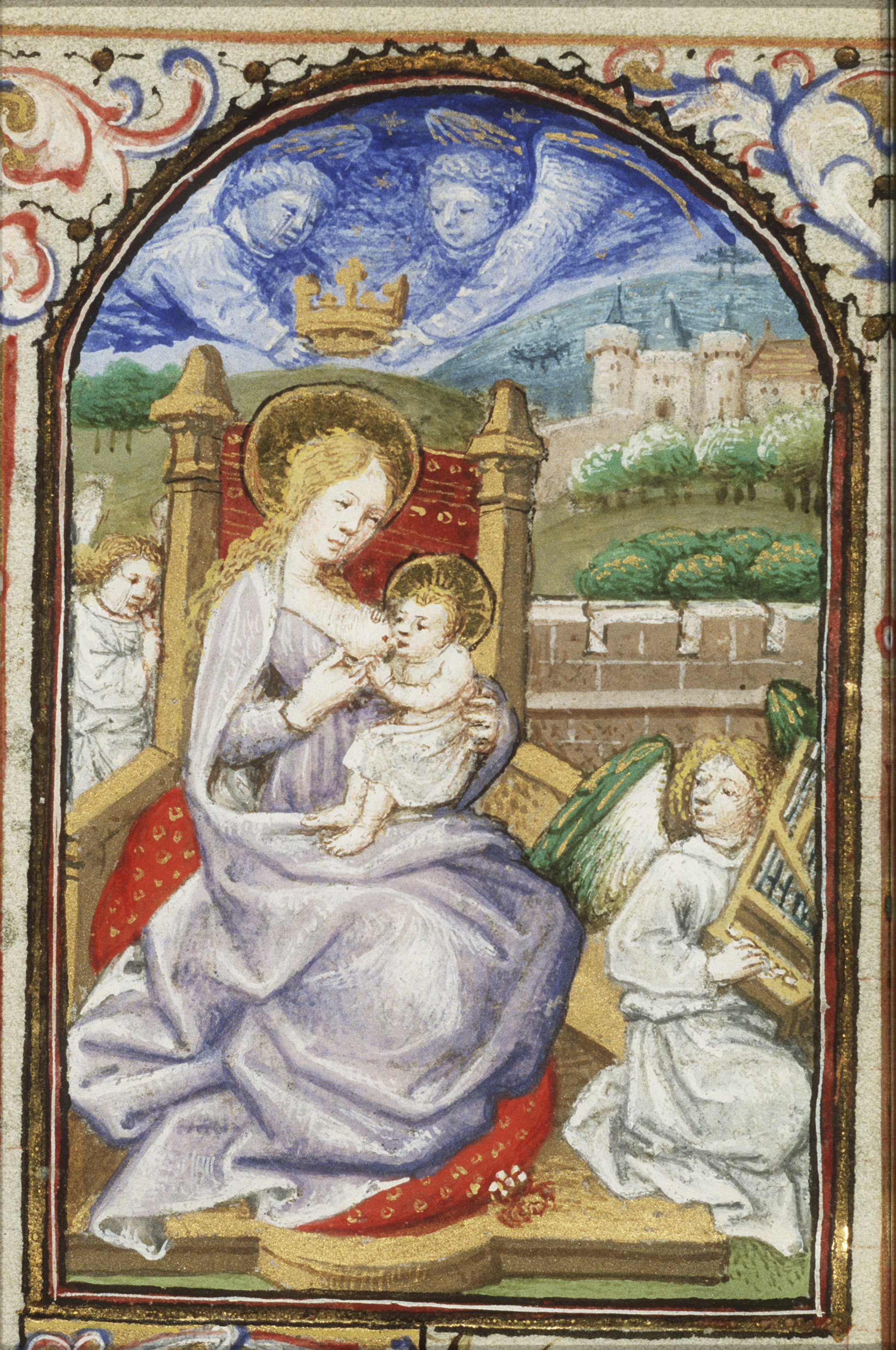
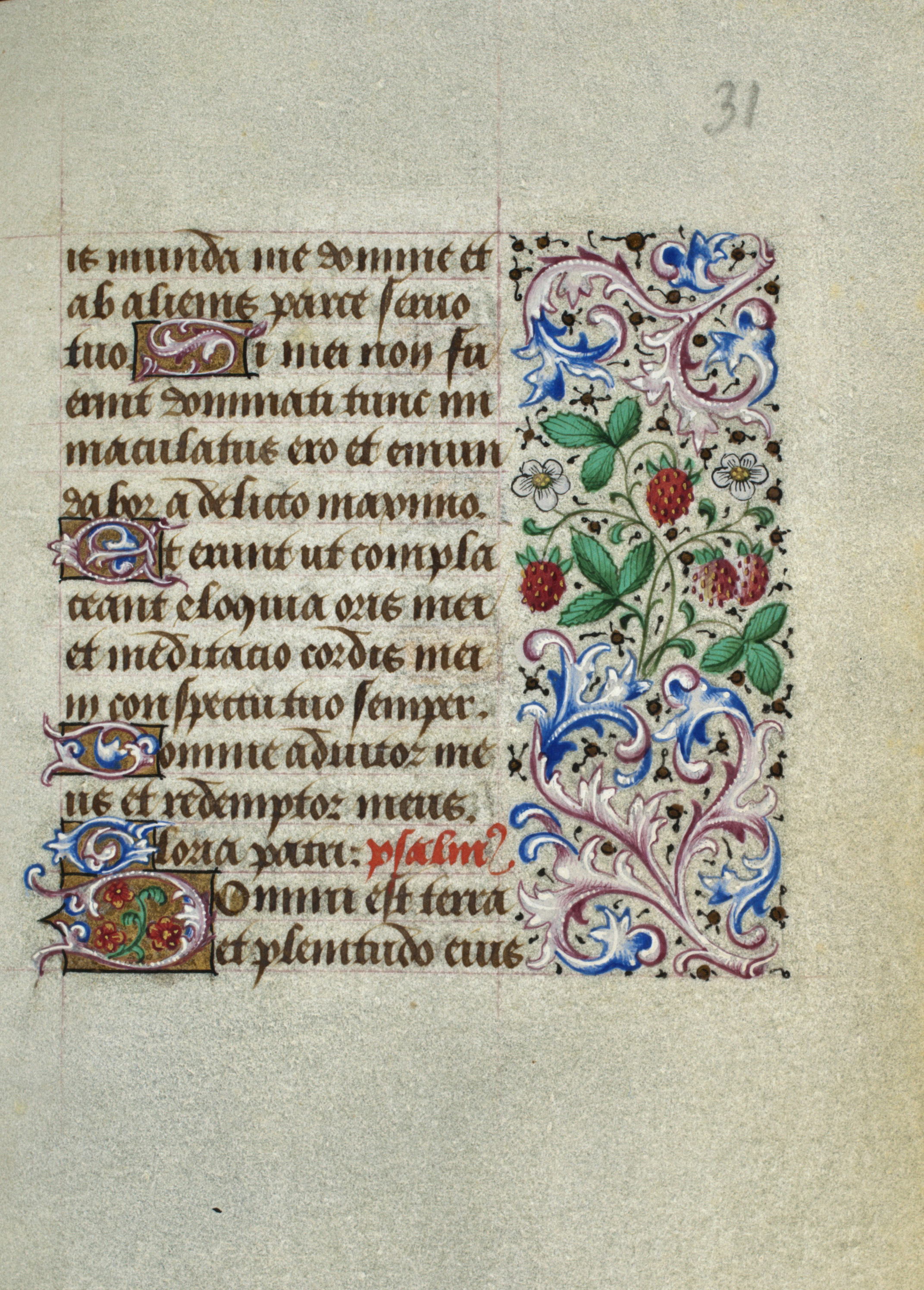
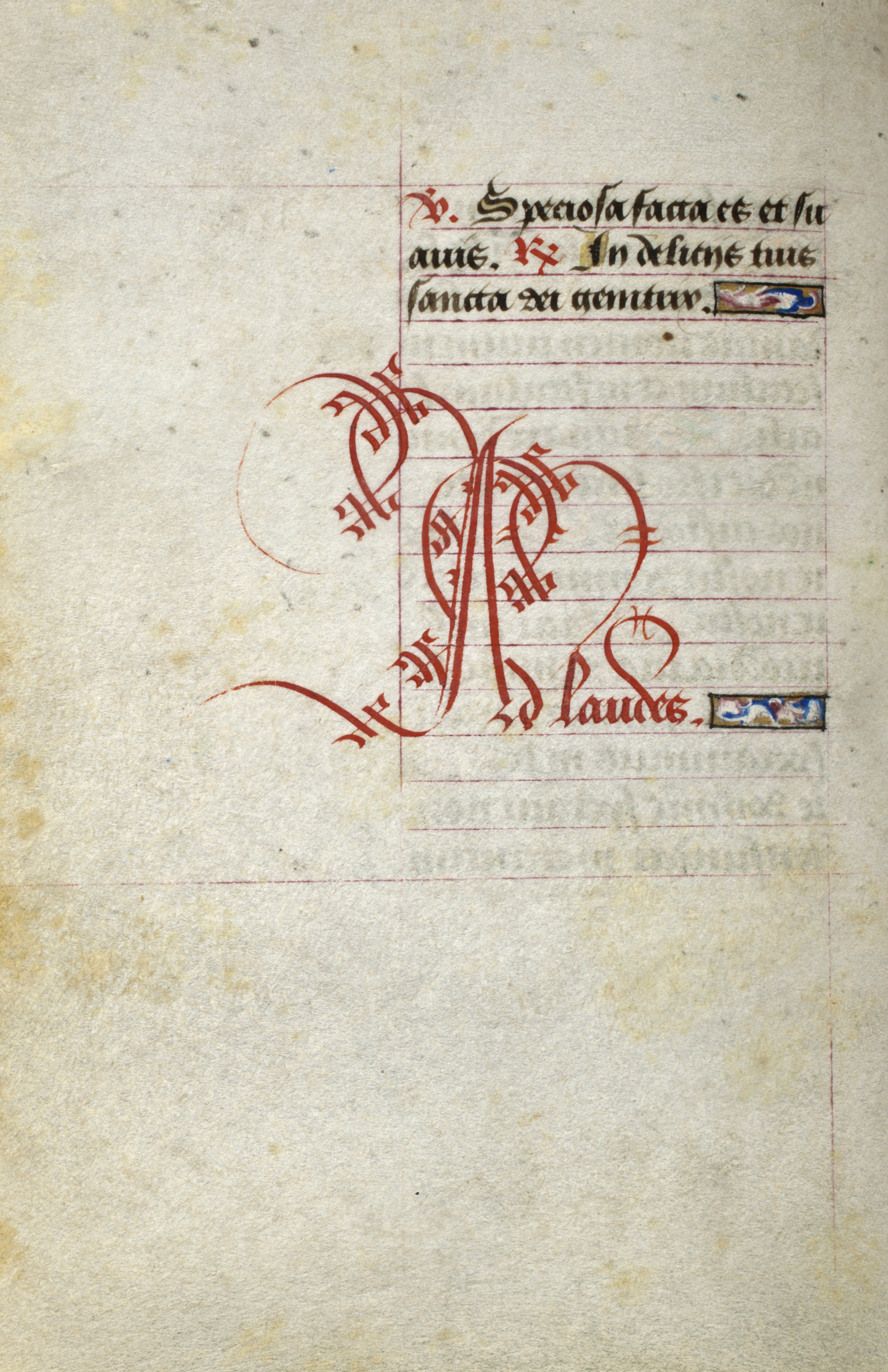
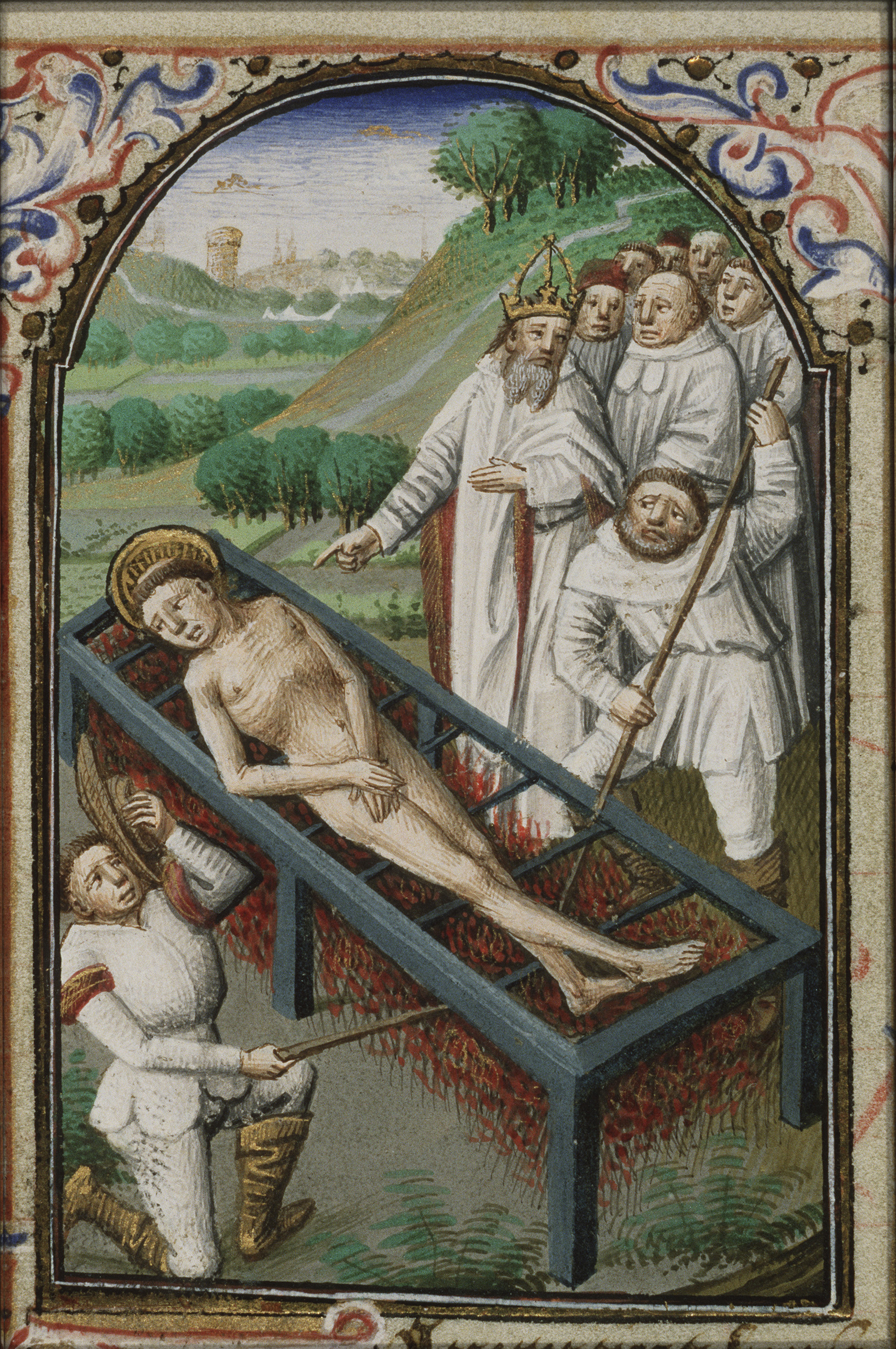
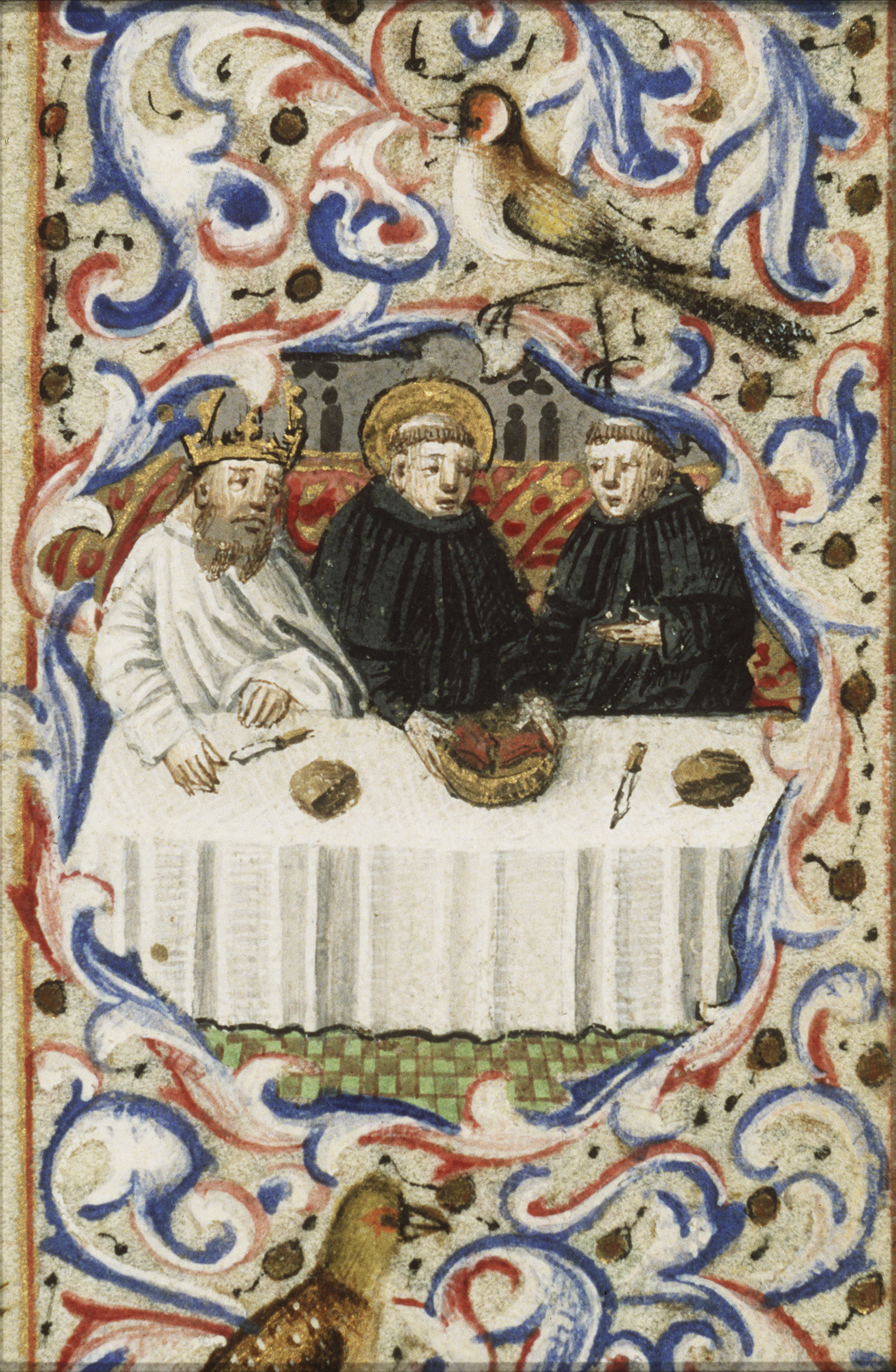

#### KB 74 G 37a

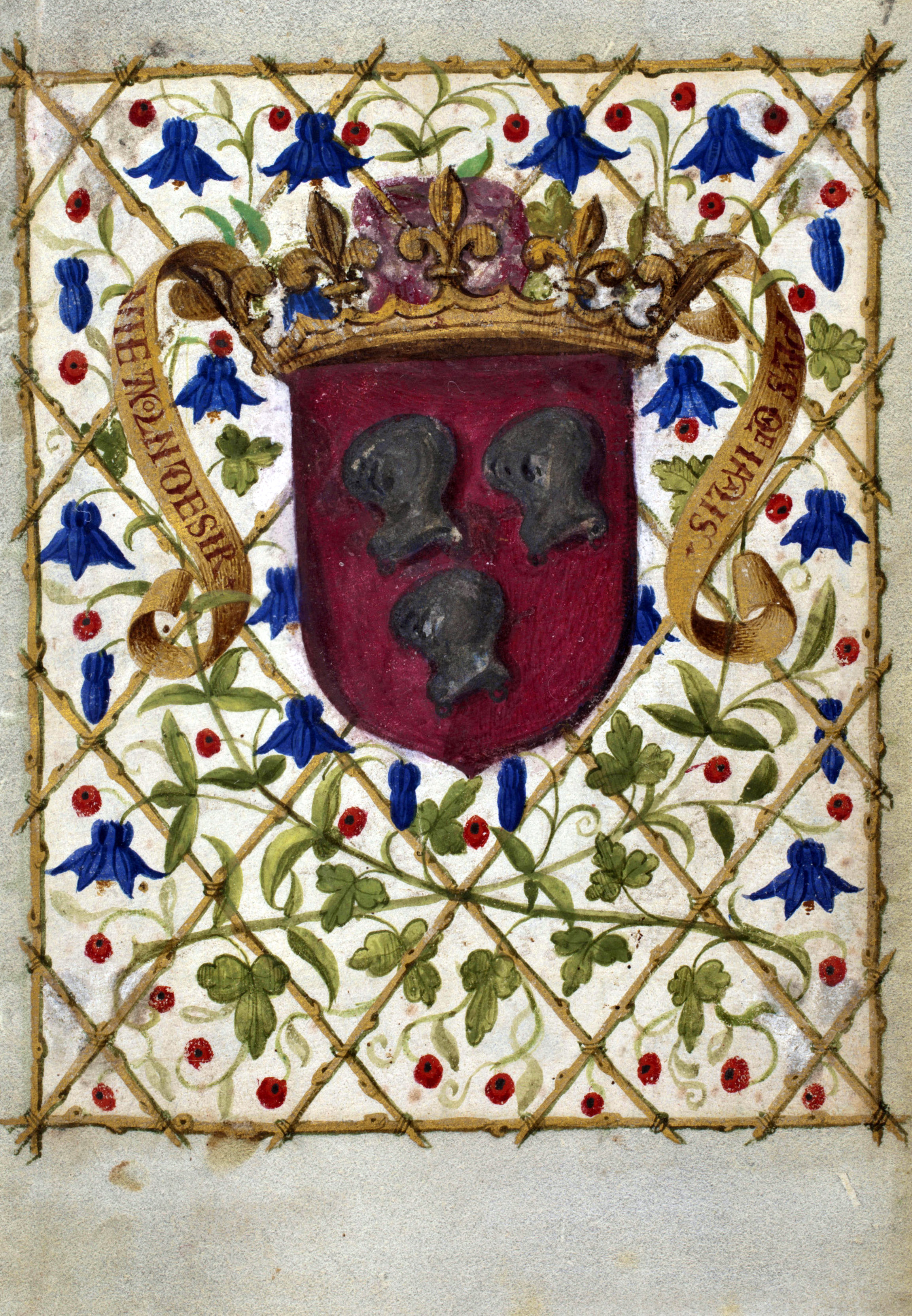
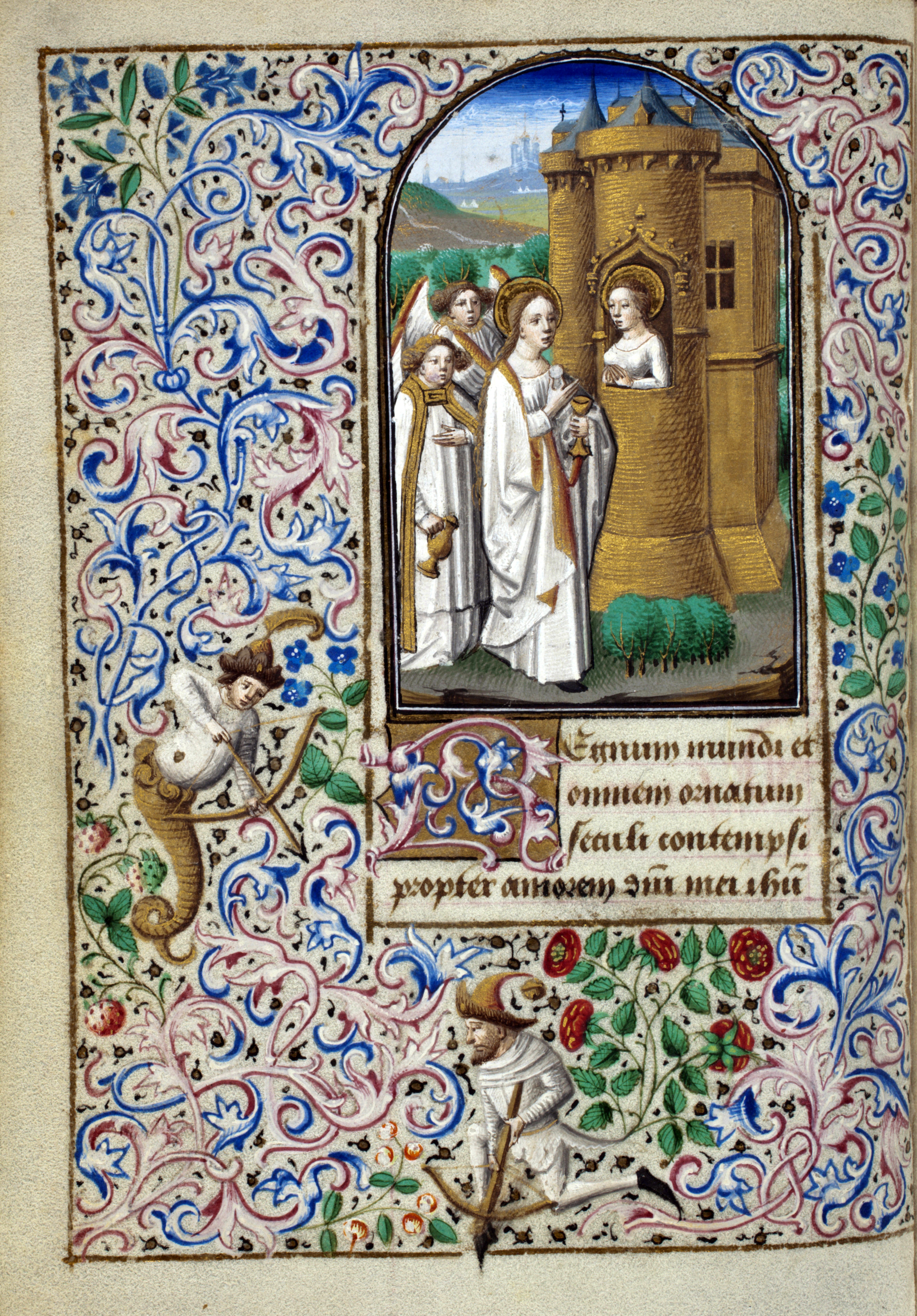
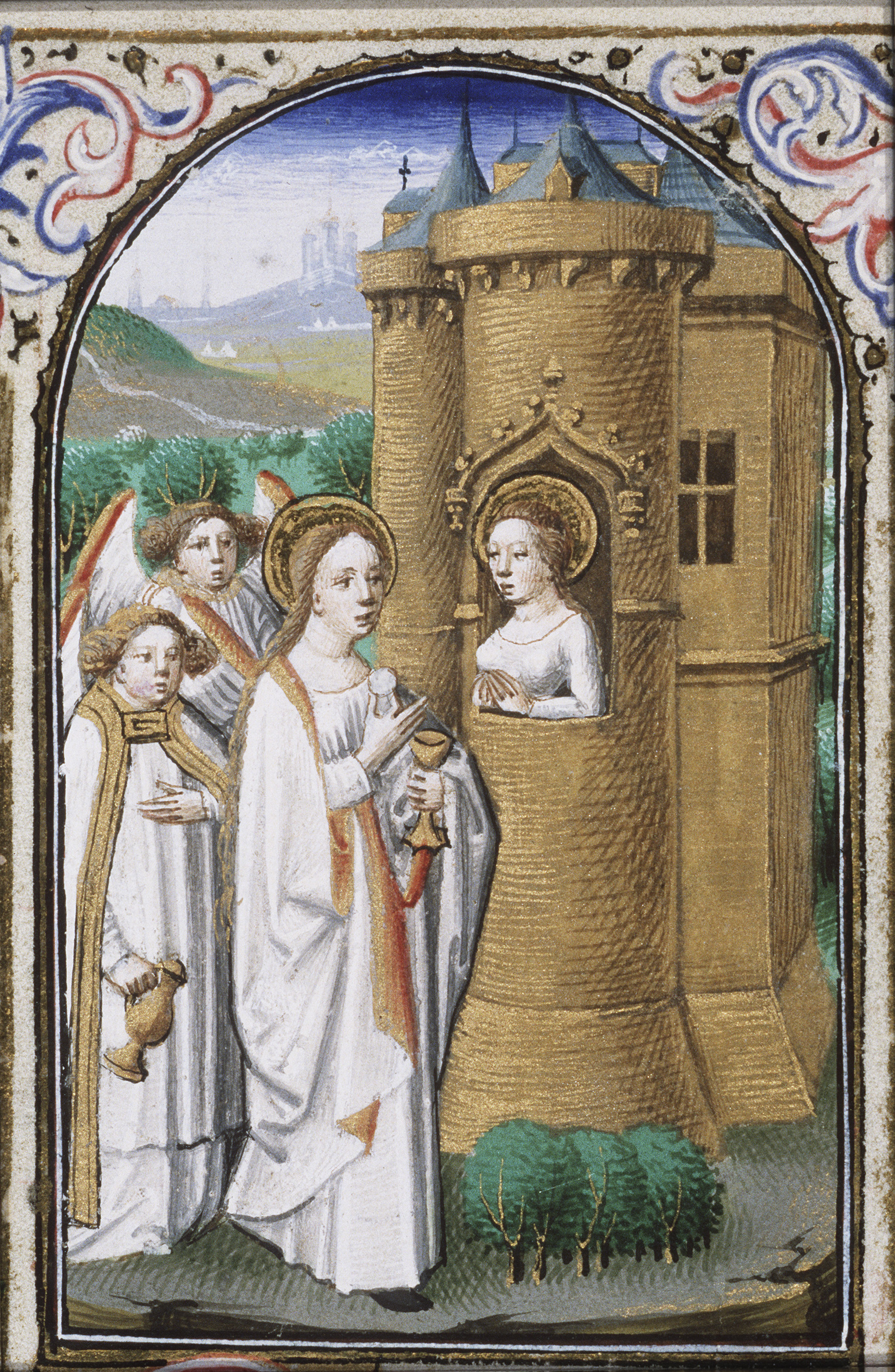
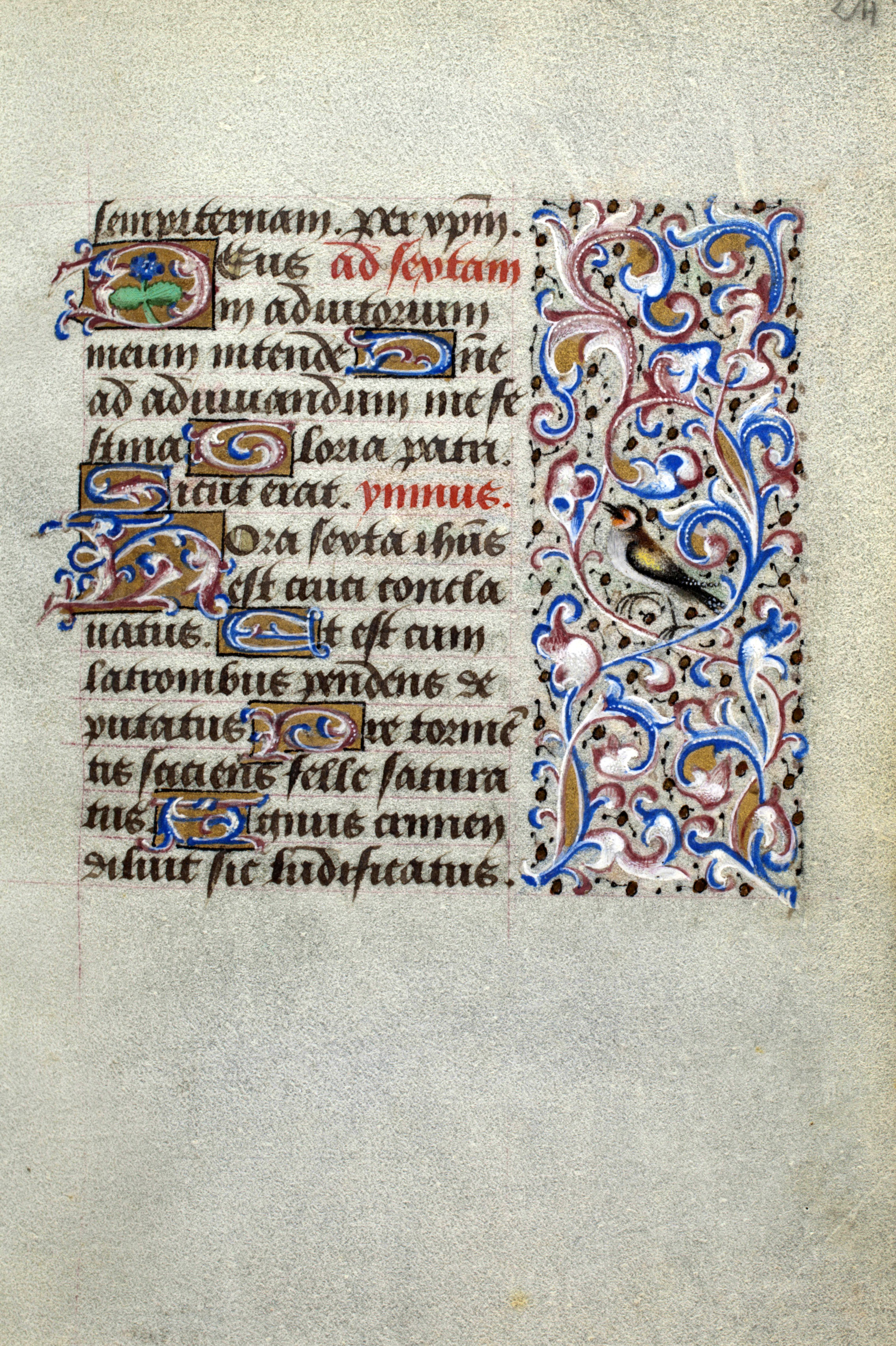
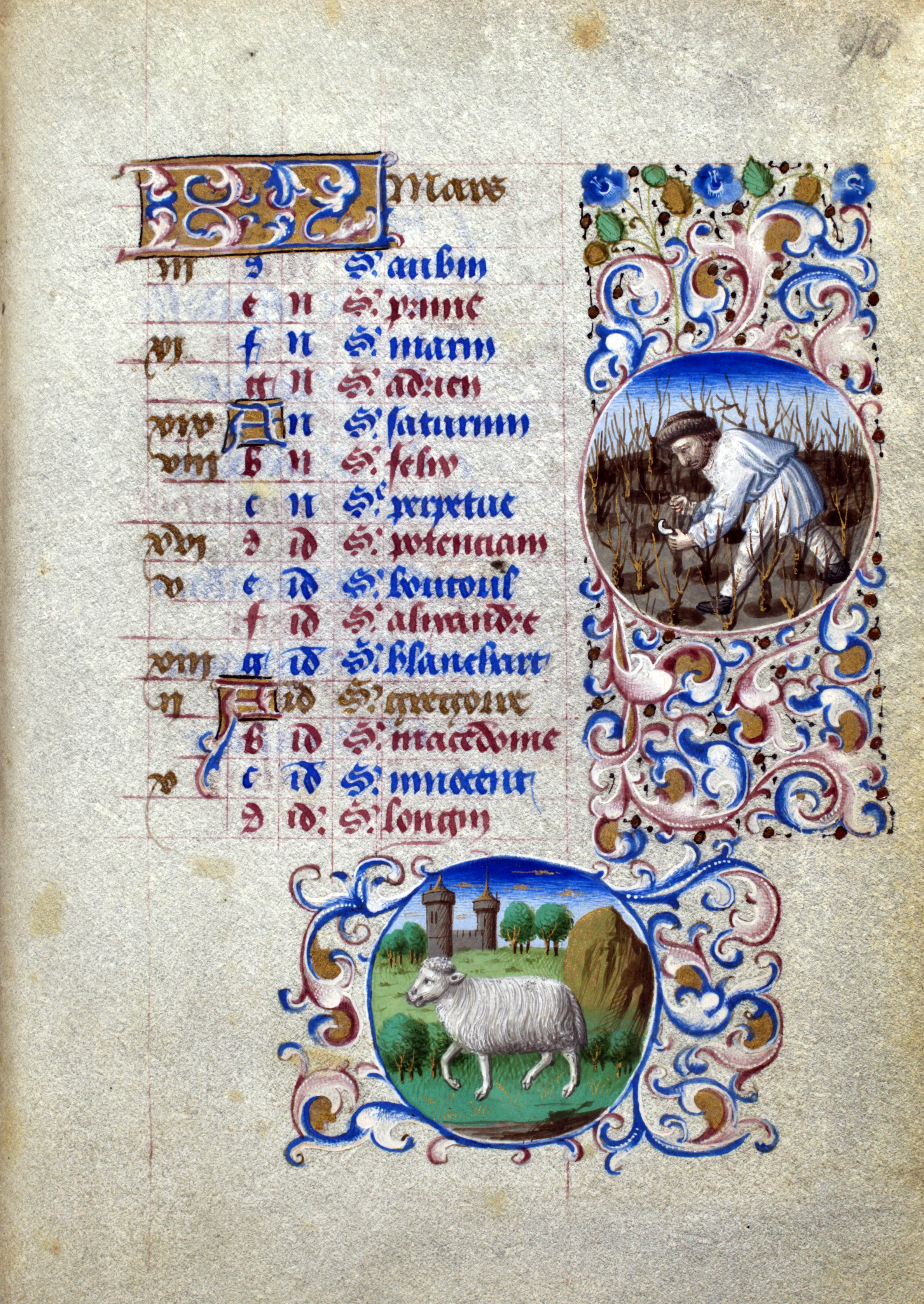
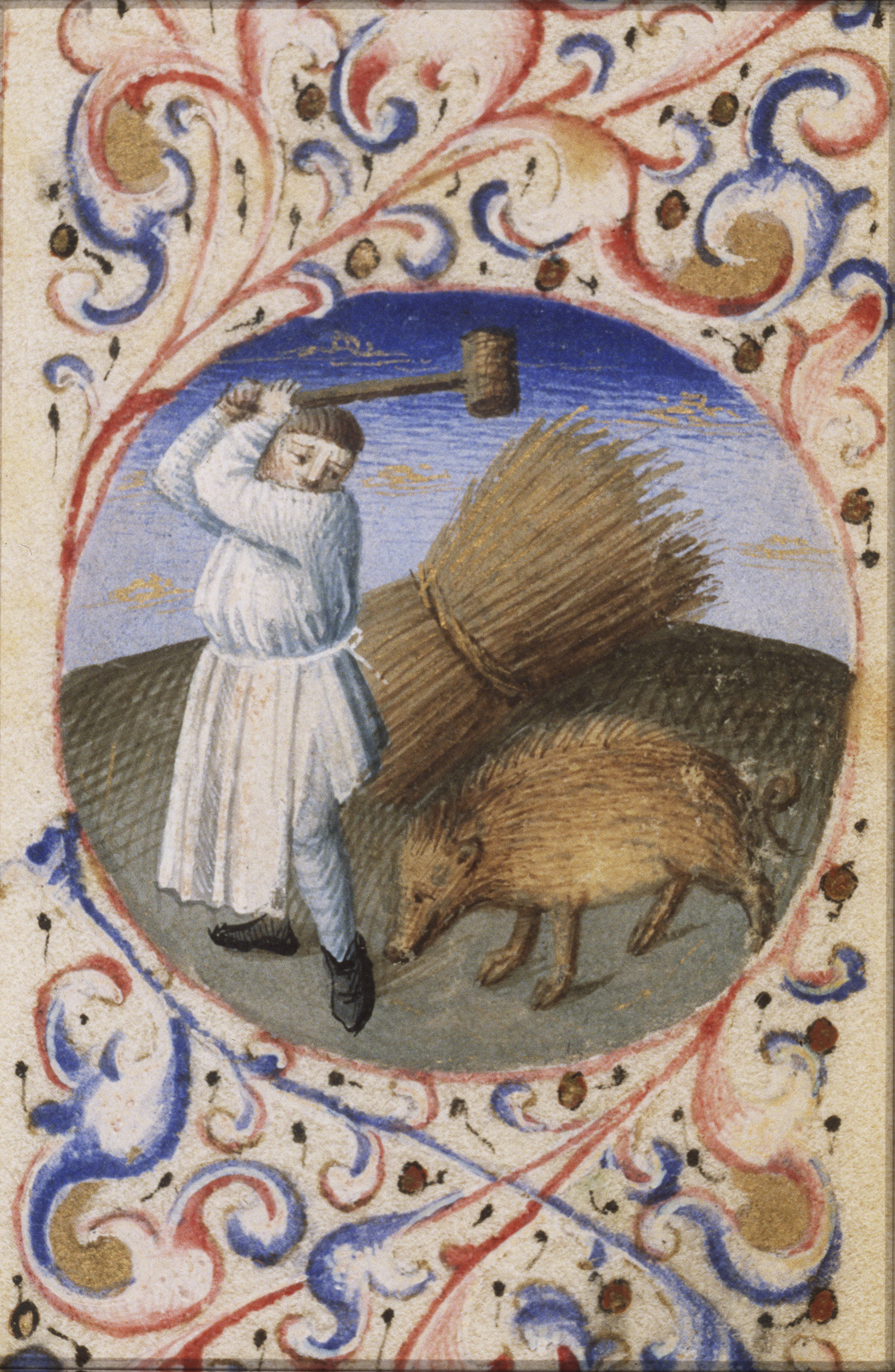

#### Getty Ms 7

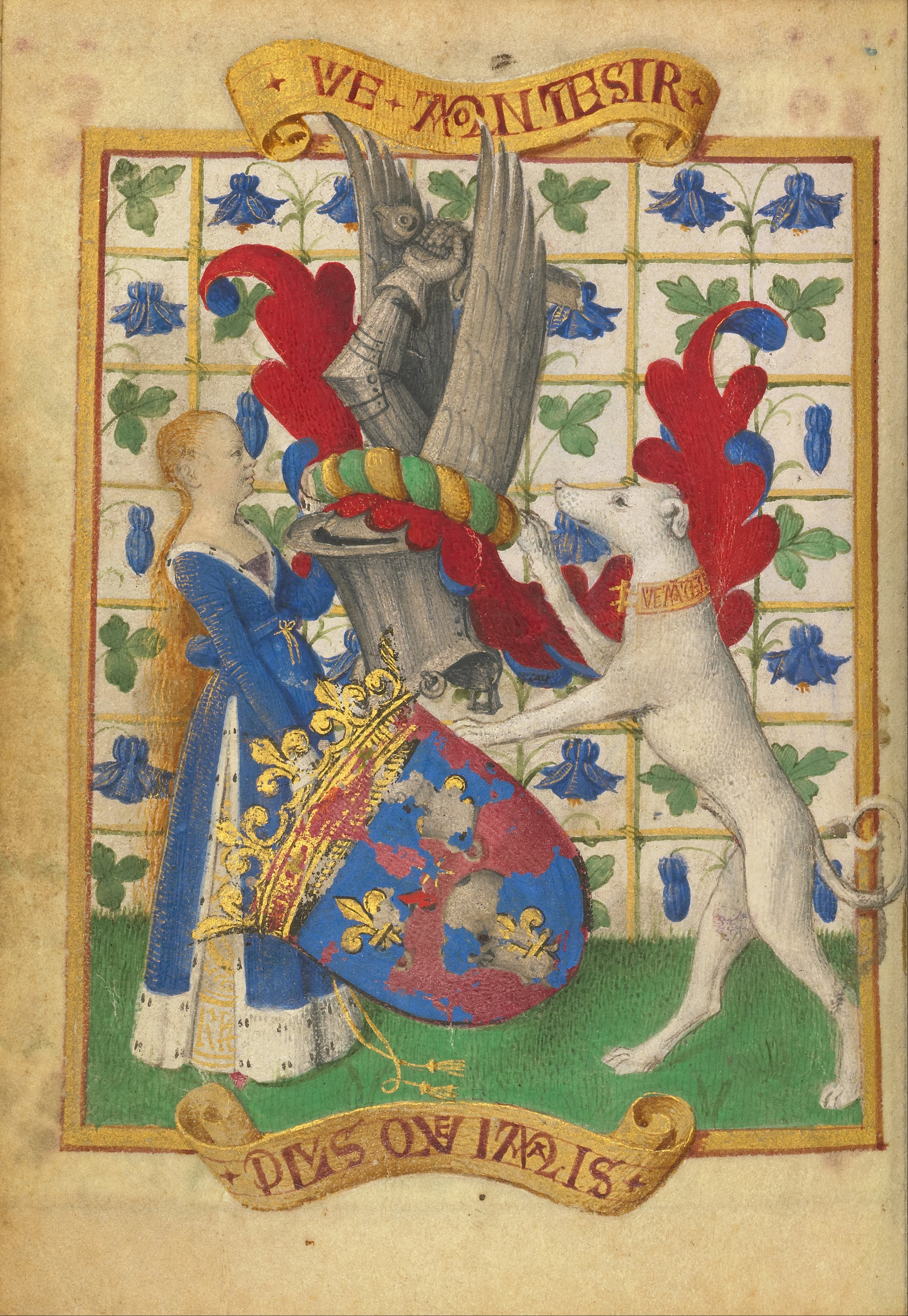
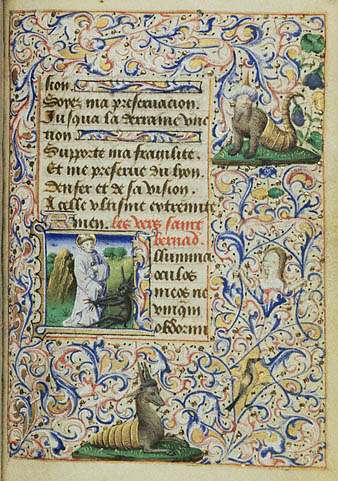
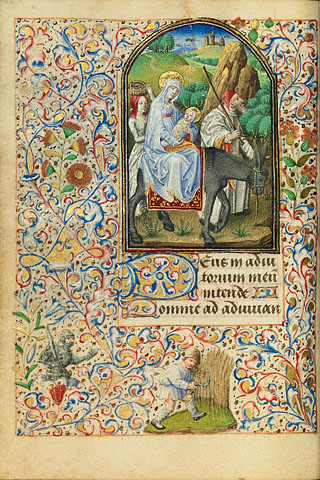